# Рудницька Мілена Іванівна

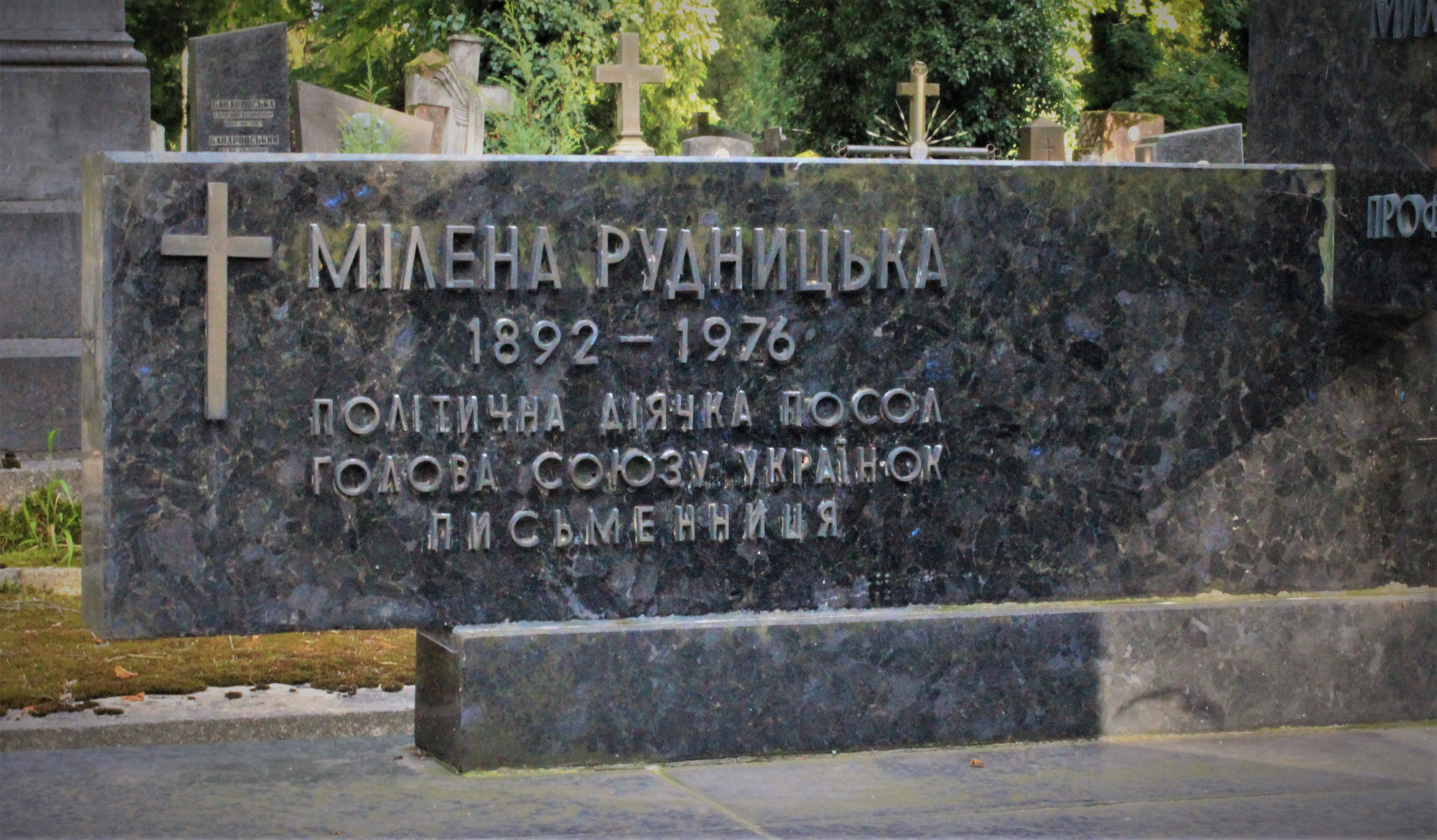
Нагробок на могилі Мілени Рудницької.

Міле́на Іва́нівна Рудни́цька, у шлюбі Лисяк (15 липня 1892, Зборів — 29 березня 1976, Мюнхен) — українська громадсько-політична діячка, парламентарка, піонерка українського фемінізму, журналістка, письменниця, учителька середніх шкіл. Голова центральної управи Союзу українок. Докторка філософії (1917). Домоглася, щоб справу Голодомору в Україні винесли на розгляд Ліги Націй та Міжнародного Червоного Хреста.

## Життєпис

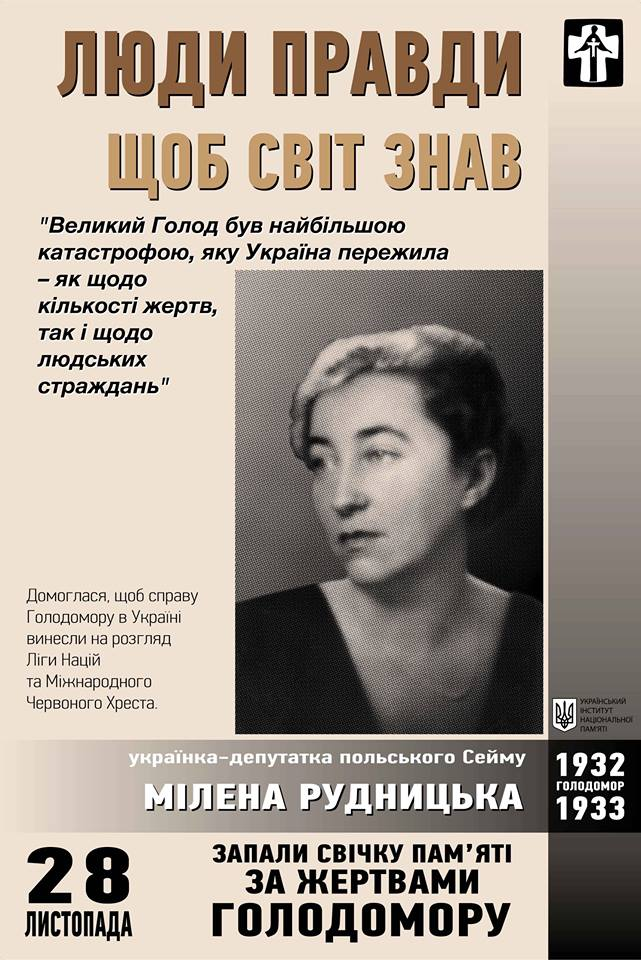
Мілена Рудницька домоглася, щоб справу Голодомору в Україні винесли на розгляд Ліги Націй та Міжнародного Червоного Хреста

Народилася 15 червня 1892 року в місті Зборів у родині українця Івана Рудницького та єврейки Іди Шпігель. За хрещення її мати взяла собі ім'я Ольга.
Після смерті батька (1902) сім'я переїхала до Львова. Тут Мілена закінчила польську гімназію, навчалася на філософському факультеті Львівського та Віденського університетів. Захистила докторську дисертацію "Математичні основи естетики Ренесансу"
Викладачка на Вищих Педагогічних Курсах у Львов (1921—1928), одна з ідеологинь жіночого руху Західної України та його провідних діячок у 1920—1930-х pp.
Голова центральної управи Союзу українок (за її головування він розрісся у сильну всенародну організацію), Українського жіночого конгресу в Станиславові (1934), Світового Союзу Українок, політичної жіночої організації «Дружина Княгині Ольги»; редакторка двотижневика «Жінка» (1935—1939), часопису «Жіночий вістник» (1922); учасниця і репрезентантка українського жіноцтва на міжнародних жіночих з'їздах. Активна діячка УНДО, амбасадорка до польського сейму (1928—1935, працювала у його комісіях — освітній і закордонних справ).
Як делегатка Української Парляментарної Репрезентації захищала в Лізі Націй українські петиції, зокрема в справі так званої пацифікації і голоду в Радянській Україні, мала контакти з урядовими і громадськими колами Західної Європи і виступала з доповідями на міжнародних з'їздах.
У 1936—1939 — учасниця президії Українського Координаційного Комітету у Львові. З 1939 — на еміграції: Краків, Берлін, Прага, Женева (де у 1945—1950 була директоркою Українського Допомогового Комітету), Нью-Йорк і Мюнхен).
Значна частина діяльності Рудницької присвячена журналістиці. У 1918 році входила до редакції тижневика «Наша мета» (Львів), у 1922—1925 редагувала щотижневу сторінку у газеті «Діло», була редакторкою двотижневика «Жінка» (ідеологічний орган Союзу українок) у 1935—1939. З 1919 року виступала зі сторінок у пресі на політичні, феміністські й виховні теми.
Похована у Мюнхені. У 1993 році перепохована у Львові в родинній гробниці на Личаківському цвинтарі, поле № 54.

## Твори
Окремі книжки:
- «Українська дійсність і завдання жінки» (1934),
- «Західня Україна під большевиками» (1958): кн. уклад. в 2-х ч., з перевид. збірника за погодженням Наук. Т-ва ім. Шевченка в Америці і Укр. Вільн. Акад. у США / упоряд.: Степан Попович, Галина Попович. — Львів: Коло, 2016. — 483 с.: іл. — Бібліогр.: с. 56.
- «Дон Боско. Людина, педагог, святий» (1963),
- «Невидимі стигмати» (1970, про патріарха Йосифа Сліпого[2]).

Збірки та статті:
- Мілена Рудницька. До моїх товаришок праці // Діло. — 1938. — 9 липня.
- Мілена Рудницька. Статті. Листи. Документи: збірник документів і матеріалів про життя, суспільно-політичну діяльність і публіцистичну творчість Мілени Рудницької / Центральний державний історичний архів України, м. Львів, Інститут історичних досліджень Львівського державного університету ім. Івана Франка; упоряд. Мирослави Дядюк ; відп. ред. Марта Богачевська-Хомяк. — Львів, 1998. — 844 с.
  - Рудницька М. Нова доба культури. / Рудницька М. Статті, листи, документи… С.75.
  - Рудницька М. Чому українські жінки не мають представництва в національній раді? /Рудницька М. Статті, листи, документи… С.77-78.
  - Рудницька М. Львівське жіноцтво під час падолистового перевороту/ Рудницька М. Статті, листи, документи… С. 96-101.
  - Рудницька М. Польські вибори і наше жіноцтво / Рудницька М. Статті, листи, документи … С.104-106.
  - Рудницька М. Жіноцтво і політичні партії. / Рудницька М. Статті, листи, документи … С.117-118.
  - Рудницька М. В новій добі. / Рудницька М. Статті, листи, документи … С.115.
  - Рудницька М. Економічна незалежність жінки/ Рудницька М. Статті, листи, документи … С.132.
  - Рудницька М. «Крізь перспективу одного місяця. Спомини і рефлєксії про хід і вислід справи українських петицій на останній женевській сесії»/ Рудницька М. Статті, листи, документи … С.145.
  - Рудницька М. Шум довкола жіночого конгресу. /Рудницька М. Статті, листи, документи … С.157-160.
  - Рудницька М. Загальнонаціональні чи конфесійні установи?/ Рудницька М. Статті, листи, документи … С.160-163.
  - Рудницька М. Український Жіночий Конгрес/ Рудницька М. Статті, листи, документи … С.163-166.
  - Рудницька М. Непорозуміння з фемінізмом/ Рудницька М. Статті, листи, документи … С.170-176.
  - Рудницька М. Українська дійсність і завдання жінки. / Рудницька М. Статті, листи, документи … С.187.
  - Рудницька М. Вартість політичної рівноправности для жінок / Рудницька М. Статті, листи, документи … С.235.
  - Рудницька М. Боротьба за правду про Великий Голод/ Рудницька М. Статті, листи, документи … С.410.
  - Рудницька М. Всеукраїнський Національний Конгрес / Рудницька М. Статті, листи, документи … С.572.
  - Рудницька М. Підсумки 50-ліття.

## Вшанування пам'яті
У місті Київ є вулиця Мілени Рудницької.
У місті Червоноград вулицю Павла Поповича перейменували на вулицю Мілени Рудницької.
У місті Кривий Ріг вулицю 50-річчя Перемоги перейменували на вулицю Мілени Рудницької.